# 2022 au Québec
Cet article traite des événements survenus en 2022 au Québec. 

## Événements

### Janvier
- 6 janvier - Québec annonce l'élargissement du passeport vaccinal à la Société des alcools du Québec (SAQ) et à la Société québécoise du cannabis (SQDC). Sa validité sera aussi bientôt portée à trois doses[1].
- 10 janvier - Le directeur national de santé publique, Horacio Arruda, offre sa démission acceptée par le premier ministre. Sa gestion de la pandémie était critiquée depuis quelque temps[2].
- 11 janvier - Lors d'une conférence de presse, François Legault déclare qu'il imposera une taxe santé au montant encore non déterminé au 10 % de la population qui n'est pas encore vaccinée[3].
- 13 janvier - François Legault annonce la fin du couvre-feu et un retour en classe pour les élèves du primaire et du secondaire. Il annonce aussi que le passeport vaccinal sera obligatoire pour entrer dans les magasins à grande surface[4].
- 25 janvier - François Legault annonce l'ouverture des restaurants avec 50 %  de leur capacité pour le 31 janvier et l'ouverture des salles de spectacle et de cinéma avec un maximum de 500 personnes pour le 7 février. La pratique des sports avec un maximum de 25 personnes pourra également reprendre[5].

### Février
- 1er février - D'autres assouplissements sanitaires sont annoncés. Les centres de conditionnement physique et les spas pourront rouvrir le 14 février. Les activités artistiques et sportives pour adultes seront également permises à partir de cette date[6].
- 2 février - Le ministre de l'Énergie et des Ressources naturelles, Jonatan Julien, dépose le projet de loi 21 devant mettre fin à l'exploration et à la production d'hydrocarbures. Les compensations sont estimées à 100 millions de dollars[7].
- 5 février - Plus d'un millier de personnes manifestent devant l'Assemblée nationale pour la levée des restrictions sanitaires. Des convois de camions sont venus d'un peu partout au Québec. Plusieurs camionneurs se sont stationnés sur le boulevard René-Lévesque près de l'Hôtel du Parlement. Ils se surnomment le « convoi de la liberté ». Plusieurs habitants de Québec craignent une occupation du centre-ville comme ce qui se passe à Ottawa depuis une semaine[8].
- 6 février - Quelques centaines de personnes manifestent à nouveau devant le Parlement. Ils quittent la ville vers 17 heures en promettant de revenir dans deux semaines si le gouvernement ne réagit pas. L'un des organisateurs déclare que ce sera un « Woodstock de la liberté »[9].
- 8 février - François Legault annonce un calendrier de déconfinement qui se terminera le 14 mars. À cette date, les seules mesures sanitaires restantes seront le masque et le passeport vaccinal[10].
- 9 février - La population du Québec était de 8 501 833 en 2021[11].
- 14 février - Les centres de conditionnement physique et les spas rouvrent mais à 50 % de leur capacité[12].
- 15 février - Christian Dubé annonce la suspension du passeport vaccinal dans les magasins à grande surface, à la SAQ et à la SQDC dès le lendemain. La suspension sera générale partout le 14 mars[13].
- 19 février - Quelques milliers de personnes dont plusieurs camionneurs manifestent contre les mesures sanitaires du gouvernement Legault à Québec[14].
- 22 février - Québec annonce la fin du port obligatoire du masque dans les écoles primaires et secondaires à partir du 7 mars[15].
- 28 février - L'UPAC décide de mettre fin à l'enquête Mâchurer qui travaillait sur les pratiques de financement peut-être illégales du Parti libéral. L'ancien premier ministre du Québec Jean Charest est ainsi blanchi des soupçons que l'on portait contre lui[16].

### Mars
- 1er mars - Le député péquiste de Jonquière, Sylvain Gaudreault, annonce son retrait de la vie politique à la fin de son mandat[17].
- 10 mars - L'ancien premier ministre du Québec Jean Charest annonce qu'il sera candidat à la chefferie du Parti conservateur du Canada. Son principal adversaire est le Franco-Ontarien Pierre Poilièvre[18].
- 16 mars - Québec annonce la fin de l'état d'urgence sanitaire[19].
- 21 mars - La députée libérale d'Acadie Christine St-Pierre annonce qu'elle ne se représentera pas lors de l'élection provinciale de l'automne[20].
- 22 mars - Le dernier budget caquiste avant l'élection de l'automne annonce un déficit de 6,5 milliards de dollars pour l'année en cours. Un chèque de 100 dollars sera remis aux adultes ayant un revenu net de 100 000 dollars par année. Le gouvernement investira 8,9 milliards de dollars pour changer et moderniser les établissements de santé[21].
- 23 mars - La ministre de la Sécurité publique Geneviève Guilbault demande de le déclenchement d'une enquête publique sur les circonstances entourant la mort de Norah et Romy Carpentier tuées par leur père à l'été 2020[22].
- 29 mars - Le ministre de la Santé, Christian Dubé, présente son plan de réforme de la santé. Il veut faire en sorte que tous les Québécois puissent obtenir facilement des soins et des conseils de professionnels de la santé, que ce soit par téléphone ou par Internet. Les infirmières et les pharmaciens seront entre autres mis à contribution[23].
- 31 mars - L'Institut national de santé publique du Québec annonce que le Québec est entré officiellement dans la sixième vague de Covid-19[24].

### Avril
- 5 avril - La Santé publique du Québec annonce que le port du masque restera obligatoire jusqu'au 30 avril. De plus, les personnes âgées de 60 ans et plus pourront recevoir une quatrième dose de vaccin[25].
- 6 avril - Le gouvernement Legault accorde sans condition à la ville de Québec les décrets permettant d'aller de l'avant dans la construction du tramway[26].
- 8 avril - Les ministres Danielle McCann et Marguerite Blais annoncent qu'elles ne se représenteront pas lors de la prochaine élection[27].
- 11 avril - 
  - Le procès de Carl Girouard, accusé d'avoir tué deux personnes avec un sabre médiéval à l'Halloween 2020 dans le Vieux-Québec, débute[28].
  - La candidate caquiste Shirley Dorismond remporte l'élection partielle de Marie-Victorin. Elle obtient 34 % des voix contre 30 % au péquiste Pierre Nantel. Les libéraux n'obtiennent même pas 10 % du vote[29].
- 14 avril - Le ministre des Transports du Québec, François Bonnardel, confirme que le troisième lien reliant Québec à Lévis sera construit avec deux tunnels au lieu d'un seul dans la présentation de la nouvelle mouture du projet. Ces tunnels iront de centre-ville à centre-ville et devraient coûter 6,5 milliards $. Ils auront de 12 à 15 mètres de diamètre et les travaux devraient se terminer en 2032[30].
- 19 avril - Le ministre François Bonnardel annonce que son gouvernement investira 261 millions $ dans le transport aérien régional. Il vise ainsi à offrir des allers-retours au coût maximum de 500 $ pour des liaisons vers des régions éloignées de la province[31].
- 21 avril - La député péquiste de Joliette, Véronique Hivon, annonce qu'elle ne sollicitera pas de nouveau mandat lors de l'élection de l'automne prochain[32].
- 28 avril - Le directeur national de la santé publique par intérim, Luc Boileau, annonce la fin probable du port du masque obligatoire dans les endroits publics à partir du 14 mai 2022 si les circonstances le permettent[33].
- 29 avril - François Legault et Justin Trudeau annoncent que la pharmaceutique Moderna construira une usine dans la grande région de Montréal. Ce sera la première usine Moderna située hors des États-Unis et la construction se terminera en 2024[34].

### Mai
- 1er mai - Le salaire minimum s'établit maintenant à 14,25 $ de l'heure[35].
- 3 mai  - Funérailles nationales pour Guy Lafleur en son honneur à la Basilique-cathédrale Marie-Reine-du-Monde de Montréal à la suite de son décès le 22 avril dernier. Il est la troisième personnalité sportive à recevoir ce genre de funérailles après Maurice Richard en 2000 et Jean Béliveau en 2014[36].
- 14 mai - Pour la première fois depuis 22 mois, le port du masque n'est plus obligatoire dans les endroits publics sauf dans les transports en commun et les établissements de santé. Il reste fortement recommandé dans les pharmacies[37].
- 20 mai - Carl Girouard est reconnu coupable de meurtres au premier degré le soir du 31 octobre 2020 dans le Vieux-Québec. Il est condamné à la prison à vie. La défense annonce qu'elle ira en appel[38].
- 21 mai - 550 000 clients d'Hydro-Québec se retrouvent sans électricité à la suite d'orages violents qui sévissent dans le sud de la province de même qu'en Ontario. On enregistre 5 morts à la frontière Ontario-Québec[39].
- 23 mai - Le projet de loi 96, réformant la Charte de la langue française, est adoptée à l'Assemblée nationale par 78 voix contre 29. Le PQ et le PLQ ont voté contre mais pour des raisons différentes[40].
- 26 mai - Le Québec commencera à offrir le vaccin Imvamune après la confirmation de 25 cas de variole du singe dans la province[41].
- 27 mai - La Cour suprême juge inconstitutionnel le cumul des peines. Alexandre Bissonnette, condamné pour l'attentat à la grande mosquée de Québec, ne purgera que 25 ans[42].
- 29 mai - Lors du congrès de la CAQ, qui se tient à Drummondville, François Legault demande aux Québécois un mandat fort à la prochaine élection, en octobre, pour qu'il puisse rapatrier du fédéral tous les pouvoirs en matière d'immigration[43].

### Juin
- 1er juin - Le monument de Jacques Parizeau est inauguré derrière l'Assemblée nationale[44].
- 3 juin - Bernard Drainville annonce qu'il sera candidat caquiste dans la circonscription de Lévis lors des élections de l'automne[45].
- 5 juin - Le film Les Oiseaux ivres reçoit le prix Iris du meilleur film ainsi que 9 autres prix lors du Gala Québec Cinéma. Hélène Florent reçoit le prix de la meilleure interprétation féminine et celui de la meilleure interprétation féminine de soutien. Vincent-Guillaume Otis reçoit le prix de la meilleure interprétation masculine. Maria Chapdelaine reçoit 4 prix dont celui de révélation de l'année[46].
- 8 juin - Le ministre Christian Dubé confirme la fin du port du masque obligatoire dans le transport en commun à partir du 18 juin[47].
- 13 juin - début des célébrations du centenaire de naissance de René Lévesque à la Grande Bibliothèque du Québec à Montréal. Le chef du Parti québécois, Paul St-Pierre Plamondon, qui n'avait pas été au début invité, peut y prendre la parole[48].
- 20 juin - L'ancien chef péquiste André Boisclair est reconnu coupable de deux chefs d'agression sexuelle[49].

### Juillet
- 6 juillet - L'Institut nationale de la santé publique (INSPQ) confirme que le taux d'arsenic dans l'air est très élevé à Rouyn-Noranda. Le docteur Luc Boileau déclare qu'il n'est pas tolérable que la fonderie Horne continue à en émettre autant et dit espérer qu'elle adopte des mesures visant à faire diminuer ces émissions[50].
- 7 juillet - La Santé publique reconnait l'arrivée d'une septième vague de Covid-19 au Québec[51].
- 18 juillet - L'ancien chef péquiste André Boisclair écope de deux ans moins un jour de prison pour agressions sexuelles[52].
- 19 juillet - Hugo Houle devient le premier Québécois à remporte une étape lors du Tour de France[53].
- 22 juillet - L’entreprise de transformation de viandes Olymel ferme son usine d’abattage et de découpe de porcs à Vallée-Jonction, en Beauce[54].
- 23 juillet - Trois tornades font des dégâts importants à Saint-Adolphe-d'Howard: toits arrachés, maisons détruites, routes bloquées par des arbres[55],[56].
- 27 juillet - En visite au Canada dans le contexte d'une réconciliation avec les peuples autochtones, le pape François arrive à Québec et prend un bain de foule sur les Plaines d'Abraham[57].
- 28 juillet - Le pape François préside une messe à la basilique de Sainte-Anne-de-Beaupré. Son homélie met l'emphase sur la réconciliation entre l'Église catholique et les peuples autochtones[58].

### Août
- 10 août - L'ancienne journaliste de Radio-Canada, Martine Biron, se présente pour la CAQ dans Chutes-de-la-Chaudière. Elle se prononce maintenant pour le troisième lien malgré les critiques qu'elle en a fait à une certaine époque. Elle n'est pas la première journaliste à se présenter pour ce parti. Il y a entre autres Bernard Drainville, candidat dans Lévis, et Kariane Bourassa, candidate dans Charlevoix—Côte-de-Beaupré[59].
- 16 août - Le cardinal Marc Ouellet est visé par une plainte d'agression sexuelle du temps qu'il était archevêque de Québec. La présumée victime serait une femme qui faisait un stage d'agente pastorale à Québec entre 2008 et 2010[60].
- 19 août - Marc Ouellet nie les allégations sexuelles portées contre lui. Malgré cela, l'enquête au Québec continue[61].
- 25 août - Le gouvernement Legault bloque l'entente survenue entre le gouvernement fédéral et le Canadien National pour le rachat du pont de Québec. Québec, qui a un droit de préemption, entend limiter sa contribution à l'entretien du tablier du pont, ce qui n'était pas écrit dans l'entente. Certains critiques croient que le gouvernement québécois veut ainsi mousser son projet de troisième lien entre Québec et Lévis[62].
- 28 août - Le premier ministre François Legault annonce officiellement des élections générales pour le 3 octobre[63].
- 30 août - Le maire de Québec, Bruno Marchand, réclame des partis politiques le règlement au plus vite du dossier du pont de Québec. Ses autres demandes portent surtout sur le développement durable, nécessitant des investissements de 507 millions de dollars[64].

### Septembre
- 7 septembre - La nouvelle Maison de Radio-Canada à Montréal est inaugurée[65].
- 10 septembre - Pierre Poilièvre devient le nouveau chef du Parti conservateur du Canada[66].
- 13 septembre - Le député fédéral de Richmond—Arthabaska, Alain Rayes, quitte le Parti conservateur du Canada, les valeurs conservatrices du nouveau chef Pierre Poilièvre n'étant pas en accord avec les siennes. Il siégera désormais comme député indépendant[67].
- 14 septembre - L'inauguration de l'installation L'Anneau à la Place Ville Marie à Montréal[68].
- 15 septembre - Le premier débat des chefs de la campagne électorale a lieu. Pour la première fois, cinq partis sont représentés: la Coalition avenir Québec, le Parti libéral du Québec, Québec solidaire, le Parti conservateur du Québec et le Parti québécois[69].
- 16 septembre - François Legault admet finalement qu'il n'y a pas d'étude sur la faisabilité du troisième lien entre Québec et Lévis[70].
- 18 septembre - Les Capitales de Québec remportent le championnat des séries éliminatoires de la Ligue Frontière à leur première saison dans cette ligue[71].
- 22 septembre - Lors du second débat de la campagne électorale, François Legault attaque surtout Gabriel Nadeau-Dubois qu'il considère comme son principal adversaire[72].
- 24 septembre - La tempête post-tropicale Fiona déferle sur l'Est du Canada et sur les Îles-de-la-Madeleine, causant des inondations et d'importantes pannes d'électricité. L'état d'urgence est instauré[73].

### Octobre
- 1er octobre - Des milliers de personnes manifestent contre le gouvernement Legault et contre les mesures sanitaires à L'Assomption, située dans la circonscription de François Legault[74].
- 3 octobre : La CAQ de François Legault remporte les élections avec 90 députés. Les libéraux de Dominique Anglade formeront l'opposition officielle avec 21 députés. Québec solidaire stagne à 11 députés. Le Parti québécois obtient le pire score de son histoire avec 3 députés. Le Parti conservateur ne fait élire aucun député. La CAQ obtient 41 % du vote, Québec solidaire 15,4 %, le PQ 14,6 %, le PLQ 14,4 % et le PCQ 12,9 %[75].
- 11 octobre - Paul St-Pierre Plamondon annonce que les députés du Parti québécois ne prêteront pas serment au roi Charles III lors de l'assermentation à l'Assemblée nationale le 17 octobre[76].
- 12 octobre - La Santé publique annonce le début d'une huitième vague de Covid-19[77].
- 17 octobre - La famille de la petite martyre de Granby, morte à la suite des mauvais traitements infligés par sa belle-mère en 2019, intente une poursuite de 3 millions de dollars contre la Direction de la protection de la jeunesse (DPJ) qui aurait agi de façon négligente dans cette affaire[78].
- 19 octobre - Les députés de Québec solidaire refusent de prêter serment à la monarchie britannique[79].
- 20 octobre - François Legault présente son conseil des ministres qui comprend 16 hommes et 14 femmes. Plusieurs changements surviennent par rapport au premier ministère. Geneviève Guilbault obtient le ministère des Transports et Bernard Drainville celui de l'Éducation. François Bonnardel reçoit la Sécurité publique et Pierre Fitzgibbon devient ministre de l'Énergie en plus de l'Économie. La première autochtone élue, Kateri Champagne Jourdain obtient le ministère de l'Emploi[80].

- 31 octobre - Des travaux de grande ampleur débutent au pont-tunnel Louis-Hippolyte-La Fontaine. Trois des six voies seront fermées jusqu'en 2025. On prévoit de fortes congestions routières[81].

### Novembre
- 3 novembre - Les députés de Québec solidaire décident finalement de prêter serment au roi. Ils espèrent ainsi déposer un projet de loi qui rendrait ce serment facultatif[82].
- 6 novembre - Hubert Lenoir et Roxane Bruneau sont les grands gagnants du 44e Gala de l'ADISQ. Hubert Lenoir remporte trois trophées dont celui d'interprète masculin de l'année. Roxane Bruneau est l'interprète féminine de l'année[83].
- 7 novembre - Dominique Anglade annonce qu'elle démissionne comme cheffe du Parti libéral et qu'elle laissera son siège de députée le 1er décembre. Les tensions internes du Parti sont la cause principale de cette démission[84].
- 10 novembre - Marc Tanguay devient chef intérimaire du PLQ[85].
- 14 novembre - Un employé d'Hydro-Québec est accusé d'espionnage au profit de la Chine. Celle-ci aurait obtenu des secrets industriels de la société d'État[86].
- 17 novembre - Ottawa annonce qu'il ne subventionnera pas la construction d'un troisième lien entre Québec et Lévis désiré par le gouvernement Legault[87].
- 23 novembre - L'ancien député péquiste Harold LeBel est reconnu coupable d'agression sexuelle[88].
- 25 novembre - Le vaccin contre l'influenza est gratuit temporairement pour toute la population à partir de maintenant[89].
- 29 novembre - Nathalie Roy est assermentée présidente de l'Assemblée nationale[90].
- 30 novembre - Le premier ministre François Legault prononce son discours d'ouverture de la session. Il met l'emphase surtout sur la lutte contre le déclin du français dans la province. Il déclare que l'immigration doit devenir 100 % francophone d'ici 2026. Legault veut aussi faire cohabiter la protection de l'environnement et la croissance économique durant son mandat[91].

### Décembre
- 1er décembre - Les trois députés du Parti québécois se voient refuser l'entrée au Salon bleu de l'Assemblée nationale du fait qu'ils n'ont pas prêté serment au roi. De son côté, Québec solidaire dépose un projet de loi devant rendre ce serment facultatif[92].
- 6 décembre - À son tour, le gouvernement dépose le projet de loi 4 rendant le serment au roi facultatif[93].
- 8 décembre - 
  - Céline Dion annonce dans une vidéo qu'elle est atteinte d'une maladie neurologique rare et que sa tournée est pour le moment reportée. Sa maladie se nomme le syndrome de Moersch et Woltman ou syndrome de la personne raide caractérisé par de graves spasmes musculaires qui l'empêchent de bien fonctionner dans ses mouvements[94].
  - Le ministre des Finances Éric Girard fait un énoncé économique. Il annonce pour les aînés un crédit d'impôt qui passera de 411 $ à 2000 $. Il prévoit un ralentissement économique pour l'année 2023 et une augmentation du taux de chômage. Le déficit se situera à 5,2 milliards en 2022-2023[95].
- 9 décembre - Le projet de loi 4, abolissant l'obligation pour les députés de prêter serment au roi, est adopté[96].
- 15 décembre - Le gouvernement Legault dépose ses offres salariales aux employés de l'État, aussitôt rejetées par les syndicats. Les offres se traduisent en hausses salariales de 9 % sur 5 ans[97].
- 23 décembre - La tempête de neige et de vents qui fait rage aux États-Unis balaie également le Québec. Il y a près de 300 000 abonnés d'Hydro-Québec privés d'électricité. Des routes sont fermées. La ville de Chibougamau est isolée du reste de la province. Des rafales de 120 km/h sont enregistrées à Québec[98].

## Décès
- 2 janvier - Jean-Guy Couture (prêtre) (º 6 mai 1929)
- 7 janvier - Raymond Malenfant (homme d'affaires) (º 6 octobre 1930)
- 10 janvier - Ian Greenberg (homme d'affaires) (º 15 juin 1942)
- 15 janvier - Jean-Claude Lord (réalisateur et scénariste de cinéma) (º 6 juin 1943)
- 22 janvier - René Gagnon (peintre) (º 27 février 1928)
- 23 janvier - Guy Saint-Pierre (homme d'affaires et homme politique) (º 3 août 1934)
- 1er février - Jean Ricard (comédien) (º 16 août 1940)
- 17 février -
  - François Ricard (essayiste et éditeur) (º 4 juin 1947)
  - Marc Hamilton (auteur-compositeur-interprète) (º 2 février 1944)
- 18 février - Danic Champoux (cinéaste) (º 1976)
- 20 février - Robert Silverman (militant pour le cyclisme)  (º 30 novembre 1933)
- 2 mars - Michel Pelland (journaliste) (º 11 novembre 1940)
- 4 mars - Clément Richard (homme politique) (º 17 février 1939)
- 11 mars - Yves Trudel (comédien) (º 10 février 1950)
- 5 avril - Michel Lessard (historien de l'art) (º 4 juin 1942)
- 7 avril - Micheline Lachance (journaliste et romancière) (º 10 mars 1944)
- 12 avril - Paul-André Comeau (journaliste) (º 4 mars 1940)
- 13 avril - Jean Guimond (producteur télé) (º 1950)
- 15 avril - Michael Bossy (joueur de hockey et analyste sportif) (º 22 janvier 1957)
- 17 avril - Paolo Noël (Paul-Emile Noël) (chanteur et comédien) (º 4 mars 1929)
- 21 avril - André Richard (comédien) (º 8 juin 1937)
- 22 avril - Guy Lafleur (joueur de hockey) (º 20 septembre 1951)
- 26 avril - Julie Daraîche (chanteuse) (º 27 avril 1938)
- 26 avril - Louis de Santis (acteur) (º 19 avril 1927)
- 6 mai - Gisèle Dufour (comédienne) (º 7 juin 1939)
- 8 mai -
  - André Arthur (animateur de radio et homme politique) (º 21 décembre 1943)
  - Michel Gervais (universitaire) (º 27 avril 1944)
- 14 mai - François Blais (écrivain) (º 3 janvier 1973)
- 17 mai - Francine Chaloult (attachée de presse culturelle) (º 5 juin 1939)
- 27 mai - 
  - Pierre Rinfret (chroniqueur et journaliste sportif) (º 1950)
  - Jacques Samson (journaliste et directeur au journal Le Soleil) (º 24 décembre 1944)
- 31 mai - Michel Lamarche (journaliste et animateur à la radio de Radio-Canada, Québec) (º 1952)
- 30 juin - Jean-Guy Gendron (joueur de hockey) ( 30 août 1934)
- 4 juillet - Jacques Plante  (architecte) (º 1955)
- 8 juillet - Denis Brière (ingénieur forestier et universitaire) (º 1946)
- 8 juillet - Roland Laroche (homme de théâtre) ( 27 décembre 1927)
- 10 juillet - Maurice Boucher (criminel) (º 21 juin 1953)
- 13 juillet - Pierre Marcotte (animateur de télévision et de radio) (º 25 novembre 1938)
- 16 juillet - Nadège St-Philippe (présentatrice météo) (º 26 avril 1974)
- 31 juillet - Jean de Grandpré (homme d'affaires) (º 14 septembre 1921)
- 18 août - Armand Couture (ingénieur) (º 18 novembre 1930)
- 25 août - Orval Tessier (joueur et entraîneur de hockey) (º 30 juin 1933)
- 28 août - Roger Giguère (comédien, marionnettiste, bruiteur) (º 22 novembre 1944)
- 30 août - 
  - Jean-Pierre Bérubé (auteur-compositeur-interprète) (º 1944)
  - Lucienne Cornet (artiste multidisciplinaire) (º 1937)
- 31 août - Normand Chaurette (romancier et dramaturge) (⁰ 9 juillet 1954)
- 2 septembre - Louise-Andrée Saulnier (sexologue et animatrice) (º 21 avril 1950)
- 12 septembre - Fernand Paradis (éducateur, administrateur scolaire et philanthrope)  (º 1932)
- 18 septembre - Diane Guérin dite Belgazou (chanteuse et comédienne)  (º 4 avril 1948)
- 29 septembre - 
  - Andrée Ferretti, (militante indépendantiste et femme de lettres)[99] (º 6 février 1935)
  - Gilles Loiselle (journaliste, député, diplomate) (º 20 mai 1929)
- 4 octobre - Rodrigue Guité ( militant indépendantiste et architecte) (º 1932)
- 8 octobre - André Chagnon (homme d'affaires et fondateur de Vidéotron) (º 17 mars 1928)
- 10 octobre - Michel Montpetit (animateur de radio) (º 1937)
- 11 octobre - André Brassard (metteur en scène et réalisateur) (º 28 août 1946)
- 14 octobre - André Spénard (homme politique) (º 13 mars 1950)
- 15 octobre - Simon Roy (écrivain et professeur) (º 14 juin 1968)
- 19 octobre - Jacques Brault (homme de lettres et professeur) (º 29 mars 1933)
- 21 octobre - Pascal Elie (caricaturiste) (º 1959)
- 26 octobre - Larry Hodgson (horticulteur) (º 24 juin 1954)
- 31 octobre -
  - Alain Gélinas (comédien) (º 8 août 1944)
  - John McGale (musicien) (º 30 octobre 1956)
- 10 novembre- Virginie Boulanger (journaliste) (º 1933)
- 11 novembre- Pierre Fournier (dessinateur) (º 8 décembre 1949)
- 18 novembre - Jean Lapointe (chanteur et comédien) (º 6 décembre 1935)
- 26 novembre - Marcel Lefebvre (réalisateur et scénariste) (º 26 octobre 1941)
- 28 novembre - Andrée Simard (épouse de Robert Bourassa) ( 30 octobre 1932)
- 2 décembre - Jeanne-D'Arc Lemay-Warren (avocate) (º 27 mars 1922)
- 20 décembre - Laurent Girouard (anthropologue) (º 1939)
- 25 décembre - Claire Gagnier (soprano) (º 28 mars 1924)
- 21 décembre - Joey Basmaji (homme d'affaires, fondateur des magasins Jacob)
- 30 décembre - Jean-Robert Sansfaçon (journaliste) ( 1948)

#### Articles généraux
- Chronologie de l'histoire du Québec (1982 à aujourd'hui)

#### Articles sur l'année 2022 au Québec
- Pandémie de Covid-19 au Québec

#### L'année 2022 dans le reste du monde
- L'année 2022 dans le monde
- 2022 par pays en Amérique, 2022 au Canada, 2022 aux États-Unis
- 2022 en Europe, 2022 dans l'Union européenne, 2022 en Belgique, 2022 en France, 2022 en Italie, 2022 en Suisse
- 2022 en Afrique • 2022 par pays en Asie • 2022 en Océanie
- 2022 aux Nations unies
- Décès en 2022